# Suflet

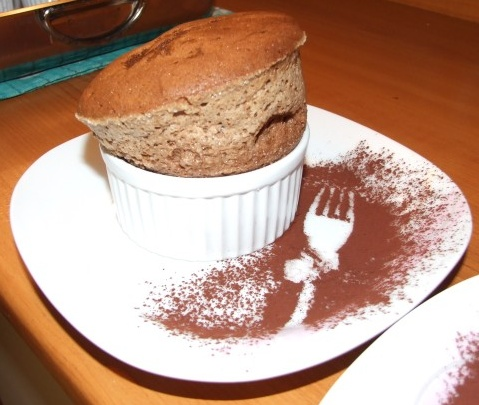
Suflet czekoladowy

Suflet – rodzaj lekkiego, podawanego na gorąco wypieku, przyrządzanego na bazie utartych z cukrem lub masłem żółtek jaj oraz piany ubitej z białek. Dodatkowe składniki masy na suflet to np. bułka tarta, orzechy, migdały, przeciery owocowe albo warzywne.

## Charakterystyka
Charakterystyczna dla tej potrawy jest delikatna, lekka i porowata struktura, uzyskiwana dzięki dużej zawartości piany z białek, mieszanej z pozostałymi składnikami (silnie rozdrobnionymi) bezpośrednio przed włożeniem do mocno rozgrzanego piekarnika – wysoka temperatura pieczenia zapewnia szybki wzrost objętości i ścinanie białka. Danie podczas pieczenia jest bardzo wrażliwe na zmiany temperatury – nawet nieznaczne jej wahania mogą spowodować kurczenie się i opadanie masy, a także znaczącą utratę walorów smakowych. Suflet należy spożyć bezpośrednio po wyjęciu z pieca, nie przekładając do innego naczynia – wychłodzenie spowoduje również bardzo szybką utratę smaku i opadnięcie ciasta.
Podczas przyrządzania należy zachować szczególną staranność w doborze i proporcjach składników. Pieczenie odbywa się w naczyniach ceramicznych o pionowych ściankach. Mogą być one mniejsze – na jedną porcję, lub większe – na kilka porcji.